# 奇鋼仙女ロウラン
『奇鋼仙女ロウラン』（きこうせんにょロウラン）は、2002年11月15日から2003年5月30日までキッズステーションほかで放送されたテレビアニメ。全28話、1話15分構成。

## あらすじ
自衛隊が国連軍に組み入れられた未来、日本は新たに結成された「ASY（アシュ）」によって守られていた。彼らASYは古より影から日本を操る悪の組織「城護（シロモリ）衆」を倒すべく隠密裏に戦いを続けていた。ある日、臨海地域に現れた城護衆の怪獣との戦闘でASYは巨大ロボット「鋼仙（ゴウセン）」を出撃させ、初めて公の場で戦闘することになるが、戦闘の最中、誤って避難民を乗せた船を撃沈してしまう。その人々の断末魔に呼応するように、1人の少女が鋼仙の前に立ちはだかる。「……殺したな？」ロウランと名乗った謎の少女は、容易く鋼仙を破壊してしまう。一体何が起こっているのか……。

## 登場人物
ロウラン
声 - 今野宏美
本作の主人公。自分の名前以外の記憶を一切持たない謎の少女。普段は天然かつ穏やかな人格だが、鋼仙や僵屍を感知すると変身して、ひたすら破壊を求めるようになる。物語の途中から鉄也に好意を寄せるようになり、それと同時に変身後にも元の性格が現われるようになる。その正体は、天界の神々が屍解仙女が復活した際の元の身体から作り出した人造人間である。最終話で屍解仙女を倒した後は行方不明になっていたが、1年後にASYを襲撃した城護衆の前に再び姿を現す。
漫画版では好意を寄せる相手が鉄也ではなくヤマトになっており、鉄也とは普通の関係になっている。また、最初から変身後も元のロウランの性格が現われている。アニメ版と違い、屍解仙女を倒した際に自身も消滅した。
建智 鉄也（たてち てつや）
声 - 三木眞一郎
東京桃源郷で暮らす青年。逞しくて心優しい性格。かつては城護衆に所属していたが、ある事を機に組織を離れた。彼の過去については何かと謎が多い。致命傷を負っても回復できる謎の能力を持っているが、これはかつて屍解仙女から不死の力を授かったためである。終盤城護衆にさらわれて屍解仙女に誘惑されるも、自身が愛しているのはあくまでもロウランであるとして拒絶。しかし、そのために不死の力を奪われて致命傷を負い、最後は消滅しかけたロウランに最後の力を分け与え、力尽きて死亡した。
漫画版ではロウランがヤマトに好意を寄せるようになるため、ロウランとの恋愛等は無い。ヤマトとの会話もアニメ版より増えており、友人のような間柄になっている。また、アニメ版よりもヤマトが目立っているために、鉄也の出番は全体的にかなり減っている。
ユウリ
声 - 長沢美樹
東京桃源郷で祖父や鉄也たちと暮らす中国系の少女。明るく無邪気で、誰とでも親しくなれるが、生意気で少しませた口調が目立つ。
万華（ばんか）
ロウランに敵対心を抱く謎の少女。彼女を倒そうと幾度も戦いを挑んでくる。その正体はまほろで、神子上博士の実験により生み出された少女。ロウランに対して敵意を向けているのはヤマトに対する愛情からである。

### ASY
神子上 ヤマト（みこがみ ヤマト）
声 - 保志総一朗（幼少期 - 浅井清己）
ASYの隊員。高校生にして鋼仙・銀子のパイロットを務める少年。学校ではボクシング部に所属している。正義感が強く、平和のために戦っていると思っていたが、ロウランとの出会いを機に心に変化が起こる。後にロウランに恋心にも似た感情を抱くようになるが、当のロウランは鉄也と相思相愛になったためにその想いは報われなかった。
漫画版では出番が増え、実質的に主人公としての立場になっている。ロウランとの会話も増え、終盤にて相思相愛になる。また、まほろの正体を知っても拒絶せずに説得を試みるなど、アニメ版よりも優遇されている。
神子上 まほろ（みこがみ まほろ）
声 - 大本眞基子
ヤマトの義理の妹で、彼と同じ高校に通っている。ヤマトが出撃する際の富士轟のブリッジ要因として戦闘を援護している。ヤマトに対して深い愛情を持っている。彼女こそ万華の正体だが、本人にその自覚はない。自らの正体がヤマトに知られた時は拒絶されてしまうが、その後も彼への想いは変わることはなかった。終盤ではロウランとの戦いに敗れ、華光仙女に取り込まれてしまう。そして、ロウランに救出された後、ヤマトに別れを告げてどこかへ去っていった。
漫画版では万華には変身するが華光仙女に取り込まれることはなく、最終話でも行方不明にならずにヤマトとともに生還する。
神子上（みこがみ-）博士
声 - 内田直哉
ASY創設者にして最高責任者。ヤマトとまほろの父親でもある。城護衆との戦いに備え、5体の鋼仙と富士轟を開発する。粕屋からは“神子上少佐”と呼ばれ、過去に何らかの関係を持っている。その正体は“神子上少佐”その人であり、屍解仙女の血により不死の力を得ていた。当初から彼の目的は屍解仙女にあり、ヤマトも普通の家族に見せるための存在に過ぎず、愛情など微塵も抱いていなかった。終盤ASYを抜けて城護衆に行き、元最高責任者の立場を利用してASY本部の襲撃に力を貸すなどした。しかし、最終話で屍解仙女がロウランに倒されると同時に急激に老化し、基地の崩壊に巻き込まれて死亡した。
漫画版ではASYを裏切る際にヤマトに対して「共に不老不死にならないか」と誘っていることから、ある程度の愛情は抱いている様子。
中原 玄海（なかはら げんかい）
ASY戦闘指揮官。富士轟が移動基地として発信した後、艦長としてヤマトたちに指令を下す役割を担う。
浅海 しょう（あさみ しょう）
声 - 長沢美樹
ASYの隊員で、鋼仙・闇角（漫画版では、鋼仙・未骸にも搭乗）を操縦する。パイロットでは戦闘経験の浅いヤマトやまほろをフォローする役割を担う。
秋月 あおい（あきづき あおい）
声 - 浅野真澄
富士轟艦橋オペレーターを務める少女。ヤマトに対して特別な思いを持っていて、誤って避難民を乗せた船を撃沈させてしまったことに思い悩むヤマトのことを、まほろと同様に気に掛けてくれていた。しかし、民間人に平気で銃を向けたり、破壊を「美しい」と考えたりと、その性格にはやや危険な部分も持つ。人から自分の名前を「ちゃん」付けで呼ばれることを嫌うが、ヤマトに呼ばれる時は何もツッコまない。実は城護衆と人間との間に生まれたハーフであるが、本人に自覚は無い。中盤に母親との接触をきっかけに城護衆の意志に覚醒し、飛行卯を駆って一時は奇鋼仙女を撃破するも、超奇鋼仙女に倒されて以降精神に異常を来してしまう（龍太郎が倒された際に回復）。最終話では真とともにイテヅキの呼びかけに反応し、富士轟をASY本部ビルに変形させて戦闘不能にしてしまう。そして1年後、新たな城護衆の1人としてASY本部を襲撃した。
漫画版でも設定等は同じだが、飛行卯を破壊されてからも精神に異常を来すことはない。また、最後までヤマトへの想いは変わらず、ロウランを倒す目的も「ロウランを殺してもヤマトの中で生き続ける」と諦め、ヤマトの想いを悟ったときは素直に受け入れる、城護衆に加わらないなど、アニメ版より救われた人物になっている。
大地 真（だいち まこと）
声 - 鈴木千尋
富士轟オペレーターを務める少年。鋼仙を駆使して戦闘に参加する時もある。ヤマトのことをジュニアと呼び、親しく接してくれている。基本的にお調子者だが、非情な作戦も平気で実行できる冷酷な面も持つ。彼もまた城護衆の血を引く者だが、本人に自覚は無い。あおいが城護衆の意志に覚醒した際には逃走を見逃し、出撃しようとした龍太朗を止めようとする中原を背後から気絶させたりもした。最終話ではあおいとともにイテヅキの呼びかけに反応し、富士轟をASY本部ビルに変形させて戦闘不能にしてしまう。そして1年後、新たな城護衆の1人としてASY本部を襲撃した。
漫画版でも基本設定は同じだが、アニメ版よりも出番は大幅に減らされており、城護衆の血を引いている設定も無くなっている。浅海の未骸とともにロウランを追い詰めるも、自機の仙骨を破壊されて敗れた。
天道 優（てんどう ゆう）
富士轟官制員を務める少女。世話好きな性格で、ブリッジでは真やあおい、まほろの口論を収めようとすることもしばしば。
相馬 龍太郎（そうま りゅうたろう）
声 - 山崎たくみ
鋼仙・未骸を操縦するパイロット。ニヒルで皮肉屋だが、戦闘技術は極めて優秀。しかし、命令ならばどんな非情な作戦も実行できる冷酷な面も持つ。ASYの存在が公に出る前は、自衛隊で対城護衆作戦に参加していた（鉄也との因縁もここからである）。ロウランに未骸を撃破された際に死亡したかと思われていたが、1年後にはサイボーグになって復活し、新たな城護衆の1人としてASY本部を襲撃した。
漫画版では登場していない。そのため、未骸のパイロットは浅海しょうになっている。

### 城護衆（しろもりしゅう）
粕屋（かすや）
声 - 麦人
城護衆を率いるオカルティストの老人。屍解仙女の細胞から作られた生命体・僵屍（きょうし）を操り、屍解仙女の復活を果たそうと企んでいる。彼も神子上博士と同様に屍解仙女の血で不死の力を得ていたらしく、屍解仙女がロウランに倒されると同時に急激に老化し、基地の崩壊に巻き込まれて死亡。
オニマル
声 - 森川智之
妖怪・鬼童（おにわらわ）に変身する能力を持った僵屍。人間の姿でも優れた戦闘能力を持ち、城護衆実働隊長としての役割を担う。過去に鉄也との間である因縁があるらしい。度重なる失敗を繰り返したために後が無くなり、最後は砲焔を取り込んでロウランに戦いを挑むも倒された。
漫画版ではイテヅキと融合させられ、ロウランに戦いを挑む。力尽きかけた奇鋼仙女を怪力で破壊しようとしたが、直後に頭部を奇鋼仙女の胸の第3の腕に破壊されて倒された。
イテヅキ
声 - 大谷育江
粕屋に仕えており、幕屋に潜む彼の言葉を伝え、僵屍達に命令を下す役割を持つ。少女のような外見が特徴。城護衆壊滅後は行方不明になるが、1年後に城護衆の新たな長となり、元ASYのあおい、真、龍太郎を連れてASY本部を襲撃した。
漫画版ではオニマルと融合させられ、ロウランに戦いを挑む。奇鋼仙女の炎の発射口を自ら塞ぐも、直後に暴発に巻き込まれて倒された。
屍解仙女（しかいせんにょ）
声 - 佐久間レイ
城護衆に護られている謎の美女で、粕屋と神子上博士に発見された時はミイラ状態だったが、ある血液を与えられると不完全ではあるが、元の体を取り戻す。神子上博士にさまざまに実験をされ、不老不死の力を粕屋と手にした後、神子上博士に万華（まほろ）を産まされるが、彼女の目を通し、いろいろと見ていた。仙骨が破壊されるたびに少しずつ力を取り戻し、ASYの鋼仙が全て撃破された終盤にて遂に復活する。過去に鉄也と恋に落ち、不死の力を与えたことがある。そのため、鉄也を誘拐した際は自身もロウランと同じ存在であるとして誘惑するも拒絶される。最後は自ら華光仙女を駆ってロウランを圧倒するも、ロウランの最後の一撃を受けて完全に倒された。

## 登場メカ
奇鋼仙女（きこうせんにょ）
変身したロウランが精神世界から召喚する女性型メカ。炎の龍を繰り出す。ASYの鋼仙すら容易く破壊できる力を持つ。
超奇鋼仙女（ちょうきこうせんにょ）
奇鋼仙女が変幻した姿。変幻前よりも極めて女性的なフォルムで、パワー・スピードともにパワーアップしているが、ロウランへの負担が大きく、戦闘時間が極めて短い。ロウランが愛する鉄也を救いたいと心の底から願ったとき、奇鋼仙女が新たなる変幻を遂げた姿。悪魔的な奇鋼仙女の風貌に比べ、その姿は天女を思わせる優美さを湛える。
富士轟（ふじごう）
ASY本部ビルが変形して飛行機能が付いた浮遊基地。戦闘区域へ鋼仙を運搬するときに出動する。
銀子（ぎんし）
神子上ヤマトが操縦する鳥型鋼仙。背中に背負った2つの巨大なプロペラが特徴で、空中戦がメイン。仙骨は股間部に搭載している。胸部にミサイルランチャーを装備。必殺技は巨大な2つのプロペラから発射するバ・ショウセン。上半身のみを変形させ銀子ジャイロとして分離、飛行できる。劇中最初の戦闘で敵を屠るも、その攻撃で避難船まで巻き込んだことを受けて怒ったロウランに仙骨を砕かれ、再起不能にされる。さらに、銀子ジャイロも城護衆に取り込まれて利用されてしまった。
闇角（あんかく）
浅海しょうが操縦する牛型鋼仙。接近戦がメインで、劇中では水上を移動でき、過去に城護衆の本部を壊滅させた時と、国会に潜入してきた建智鉄也を含む城護衆の残党たちを追い払った機体でもあり、昔はけっこう活躍していた経歴を持っている。仙骨は胸部に搭載している。必殺技は、水を高圧で噴出させて刃と化し、ダイヤモンドをも削り取るクリスタル・カッター。防御にはマント型のライトバックラーを装備。改良版は「闇角改」。奇鋼仙女との戦いで撃破された。
砲焔（ほうあん）
大地真が操縦する猿型鋼仙。必殺技は頭部の強力な主砲・傲来咆。読んで字の如く遠距離砲撃がメイン。仙骨は砲塔の先に搭載されている。長距離戦用デバイス“如意棒”という武装オプションを装備すれば、通常の数倍の遠距離攻撃が可能となる。移動手段の中に“キントウン”と呼ぶものがあり、足から煙みたいなものが噴射された後、ホバー走行できる機能を持っている。
飛行卯（ひこうう）
秋月あおいが操縦する兎型鋼仙。機動性に優れ、銀子と同じように空も飛べる。仙骨は背中に搭載。本体と分離・飛行する2つのブレストビットを自在に操る。冷凍光線で奇鋼仙女を撃破した強敵。だが、超奇鋼仙女となったと同時に力で圧倒され、ボディをバラバラにされて仙骨を砕かれてしまった。
未骸（みがい）
相馬が操縦する羊型鋼仙（漫画版では浅海しょうが操縦する）。5大鋼仙の中で最も大きく、異形の機体。仙骨は左胸に搭載している。羊の頭部を思わせる飛行形態から人型へと変形する。エネルギーを吸収し、跳ね返すリフレクター・ファントム、角状のジェネレーターから衝撃波を発するホーン・クライシス、太陽光を集積して放つ熱線・アーク・プロメテウスなどの数々の強力な武装を内蔵するが、奇鋼仙女には敵わずに撃破された。
華光仙女（かこうせんにょ）
白い鋼仙で、本作のラスボス。万華、そして屍解仙女が操る鋼仙。かつて仙女が建智の祖先のため威力を振るった機体であり、五大鋼仙の仙骨が砕かれたのを機に地上に復活した。背面の突起から放つ強力な雷撃、暗黒の異空間に敵を引きずり込む超能力など、並ぶものなき強さを誇る鋼仙である。

## スタッフ
- 企画・原作 - ガンジス
- 原案 - 平野俊弘、會川昇
- 漫画連載 - ユナイト双児（講談社「マガジンZ」連載）
- 監督・キャラクター原案 - 平野俊弘
- 助監督 - 加藤洋人、岩永彰
- ストーリーエディター - 會川昇
- キャラクターデザイン - 宮田奈保美
- メインメカデザイン - 出渕裕
- メカデザイン - 中原れい、阿部統
- 設定デザイン - 寺岡賢司、小川浩
- 3Dデザイン - 丸義則、岡島宣弘
- 美術監督 - 谷村心一
- 色彩設計 - 坂井憲興
- 撮影監督 - 大平幸輝
- 編集 - 田熊純
- 音響監督 - 藤山房伸、小泉紀介
- 音楽 - 垣見嘉良、渡辺宙明
- プロデューサー - 森山敦、川崎とも子
- アニメーション制作 - ゼクシズ
- 製作 - ロウラン製作委員会

## 主題歌
オープニングテーマ「覚醒」
作曲・編曲 - 干川修一
エンディングテーマ「いろは詩」
作詞 - 鈴木利宗 / 作曲 - 野上朝生 / 編曲 - 飯吉高
本宮麻衣香が歌う女性ボーカルと、鈴木利宗が歌う男性ボーカルの2バージョンがある。

## 各話リスト
| 話数 | サブタイトル                   | 脚本       | 絵コンテ          | 演出                     | キャラ作画監督      | メカ作画監督      |
| ---- | ------------------------------ | ---------- | ----------------- | ------------------------ | ------------------- | ----------------- |
| 1    | 鋼仙、出撃す                   | 會川昇     | 平野俊弘          | 古川順康                 | 宮田奈保美          | 高津理            |
| 2    | 正義の戦い                     | 會川昇     | 平野俊弘          | 古川順康                 | 宮田奈保美          | 高津理            |
| 3    | 変身のとき!                    | 會川昇     | 平野俊弘          | 加藤洋人                 | 番由紀子            | 柳澤勲            |
| 4    | 鋼の女                         | 會川昇     | 平野俊弘          | 加藤洋人                 | 番由紀子            | 柳澤勲            |
| 5    | オニマルが来る                 | 會川昇     | 古川順康          | 古川順康                 | 宮田奈保美          | 柳澤勲            |
| 6    | 闇に舞う                       | 會川昇     | 平野俊弘          | 岩永彰                   | 宮田奈保美          | 柳澤勲            |
| 7    | 光の軍団 〜ヤマトの想い〜      | 會川昇     | 平野俊弘 古川順康 | 古川順康 加藤洋人 岩永彰 | 宮田奈保美 番由紀子 | 高津理 柳澤勲     |
| 8    | 暗黒淵の底 〜イテズキ独白〜    | 會川昇     | 平野俊弘 古川順康 | 古川順康 加藤洋人 岩永彰 | 宮田奈保美 番由紀子 | 高津理 柳澤勲     |
| 9    | めぐりあう命                   | 會川昇     | 島津奔            | 岩永彰                   | 吉川真一            | 岡田正和          |
| 10   | 仙骨消滅                       | 會川昇     | 平野俊弘          | 岩永彰                   | 吉川真一            | 岡田正和          |
| 11   | 鋼仙が呼ぶ                     | 赤星政尚   | 吉田徹            | 吉田徹                   | 佐々木かづひろ      | 佐々木かづひろ    |
| 12   | 奇跡を呼ぶ歌声                 | 赤星政尚   | 吉田徹            | 吉田徹                   | 佐々木かづひろ      | 佐々木かづひろ    |
| 13   | あしき夢見し                   | 長谷川圭一 | 紅組              | 紅組                     | 紅組                | 紅組              |
| 14   | 悪夢の果てに                   | 長谷川圭一 | 紅組              | 紅組                     | 紅組                | 紅組              |
| 15   | 闇の記憶                       | 長谷川圭一 | しまづ聡行        | 岩永彰                   | 木下ゆうき          | いちかわけいぞう  |
| 16   | 戦いの聖女                     | 長谷川圭一 | しまづ聡行        | 岩永彰                   | 斉藤和也            | いちかわけいぞう  |
| 17   | 標的、東京桃源郷               | 赤星政尚   | 吉田徹            | 吉田徹                   | 中島美子 谷口守泰   | 冨永拓生          |
| 18   | オニマル、炎上                 | 赤星政尚   | 吉田徹            | 吉田徹                   | 中島美子 谷口守泰   | 冨永拓生          |
| 19   | 悪魔の娘                       | 會川昇     | 平野俊弘          | 岩永彰                   | 宮田奈保美          | 岡田正和          |
| 20   | 凍てつく魂                     | 會川昇     | 平野俊弘          | 紅組                     | 紅組                | 石川慎亮          |
| 21   | まほろ絶唱                     | 會川昇     | 亀垣一            | 大原実                   | 平山智              | 岡田正和          |
| 22   | 変幻のとき                     | 會川昇     | 亀垣一            | 辻泰永                   | 木下ゆうき          | 関崎高明          |
| 23   | 忌まわしき記憶                 | 赤星政尚   | 岩永彰            | 阿部雅司                 | 湯本佳典            | 田村勝之          |
| 24   | 背負いし罪                     | 赤星政尚   | 紅組              | 紅組                     | 紅組                | 石川慎亮          |
| 25   | 富士轟咆哮                     | 會川昇     | 岩永彰            | 辻大輔                   | 宮田奈保美          | 冨永拓生          |
| 26   | 華光仙女の挑戦                 | 會川昇     | 岩永彰            | 三原武憲                 | 紅組                | 大沢正典          |
| 27   | 総集編 訣別 〜あおいのつばさ〜 | 會川昇     | 平野俊弘          | 岩永彰 紅組              | 宮田奈保美 紅組     | 岡田正和 石川慎亮 |
| 28   | 光芒                           | 會川昇     | 平野俊弘          | 岩永彰                   | 宮田奈保美          | 冨永拓生 石川慎亮 |

## 放送局
いずれも『動画大陸』枠内で放送。放送日時は動画大陸の編成日時を示している。
| 放送対象地域 | 放送局             | 放送期間                       | 放送日時           | 放送区分  | 備考             |
| ------------ | ------------------ | ------------------------------ | ------------------ | --------- | ---------------- |
| 日本全域     | キッズステーション | 2002年11月15日 - 2003年5月30日 | 金曜 20:30 - 21:00 | CS放送    | リピート放送あり |
| 埼玉県       | テレ玉             | 2002年11月 - 2003年5月         | 土曜 11:30 - 12:00 | 独立UHF局 |                  |
| 神奈川県     | tvk                | 2002年11月 - 2003年5月         | 土曜 10:30 - 11:00 | 独立UHF局 |                  |
| 京都府       | KBS京都            | 2002年11月 - 2003年5月         | 土曜 8:00 - 8:30   | 独立UHF局 |                  |
| 兵庫県       | サンテレビ         | 2002年11月 - 2003年5月         | 金曜 7:30 - 8:00   | 独立UHF局 |                  |

## 漫画
- 原案：平野俊弘、會川昇 ／ 企画・原作：ガンジス ／ 漫画：ユナイト双児 ／ 出版：講談社 ／ レーベル：マガジンZKC
  - 奇鋼仙女ロウラン 1、2003年6月23日、ISBN 4-06-349132-3。
  - 奇鋼仙女ロウラン 2、2004年2月23日、ISBN 4-06-349160-9。

基本的にアニメ版をベースにしているが、いくつかの点が異なっている。以下に例を挙げる。
- ロウランの恋愛対象が鉄也ではなく、ヤマトになっている
- アニメ版にないお色気シーン（入浴など）がいくつかある
- 超奇鋼仙女の登場シーンが最終話のみ
- 最終決戦後もまほろが残留しており、さらに城護衆とも完全に決着がついている